# Aberrazione cromosomica

Tre delle maggiori aberrazioni di un singolo cromosoma; delezione (1), duplicazione (2) e inversione (3).

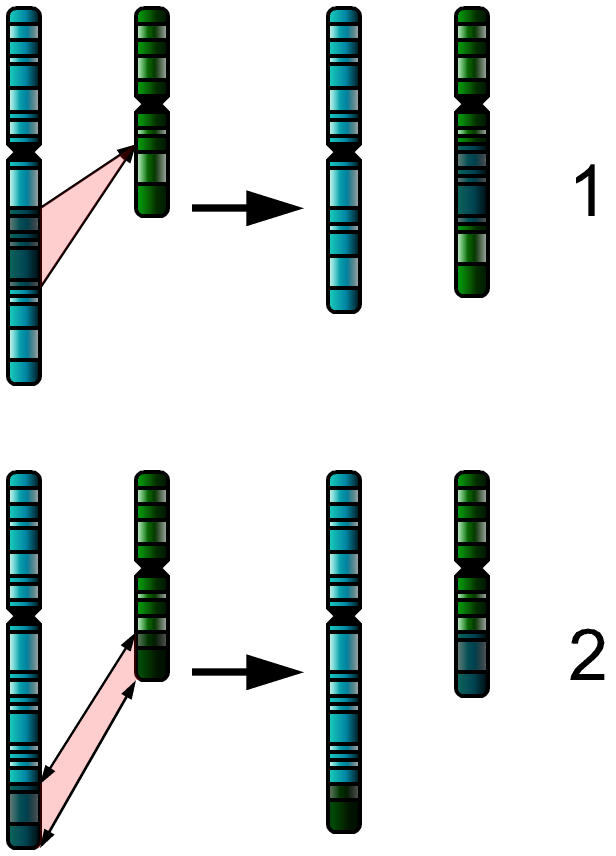
Due della maggiori aberrazioni di due cromosomi; inserzione (1) e translocazione (2).

Si definisce aberrazione cromosomica o mutazione cromosomica, un'alterazione della struttura o del numero dei cromosomi.
Queste alterazioni normalmente sono una conseguenza di un errore durante la divisione cellulare, più facilmente durante il crossing over, che consistono nella perdita, acquisizione o riarrangiamento di una o più parti di uno o più cromosomi.

## Anomalie cromosomiche
- Delezione: quando una parte del cromosoma è mancante. Disturbi associati a questa anomalia sono la sindrome di Wolf-Hirschhorn, che è causata dalla perdita di parte del braccio corto del cromosoma 4, e la sindrome di Jacobsen, originata dalla delezione della parte terminale del cromosoma 11;
- Duplicazione: quando una parte del cromosoma è raddoppiata, causando la presenza di materiale genetico in eccesso. Alcuni disturbi conosciuti sono la sindrome di Bloom e la sindrome di Rett;
- Traslocazione: quando una regione di un cromosoma viene trasferita in un'altra posizione dello stesso cromosoma o di un altro; ci sono due tipi principali di traslocazioni: la traslocazione reciproca e la traslocazione robertsoniana. Nella traslocazione reciproca vengono scambiati segmenti tra due differenti cromosomi. Nella traslocazione robertsoniana invece un intero cromosoma si attacca ad un altro a livello del centromero.Le traslocazioni possono essere bilanciate, quando non c'è né perdita di materiale genetico né acquisto, sbilanciate, quando il materiale traslocato ha subito una modifica perdendo o acquistando materiale genetico[2].
- Conversione genica.
- Inversione: quando una regione di un cromosoma inverte il proprio orientamento causando un'inversione dell'ordine dei geni.
- Anello: quando le due estremità di un cromosoma si appaiano tra loro, formando un anello. Quest'anomalia può comportare perdita di materiale genetico.

In tutti i casi sopra descritti l'anomalia si verifica a partire da una o più rotture e successive risaldature nei cromosomi; se le fratture avvengono all'interno di un gene e ne determinano, al termine del processo, l'alterazione della sequenza, oltre alle altre conseguenze si avrà anche l'inattivazione del gene.